# بارجرسفيل (إنديانا)
بارجرسفيل (بالإنجليزية: Bargersville town, Indiana)‏ هي بلدة تقع بولاية إنديانا في الولايات المتحدة. تبلغ مساحتها 48.50 كم2، وترتفع عن سطح البحر 250 م، بلغ عدد سكانها 4,013 نسمة في عام 2010 حسب إحصاء مكتب تعداد الولايات المتحدة وتصل الكثافة السكانية فيها 82.7 نسمة لكل كيلومتر مربع (214.2/ميل2).

## التركيبة السكانية
حدّد مكتب تعداد الولايات المتحدة بيانات التركيبة السكانية لبارجرسفيل في تعداد الولايات المتحدة. في ما يلي، التركيبة السكانية حسب تعدادي 2000 و2010.

### تعداد عام 2000
بلغ عدد سكان بارجرسفيل 2,120 نسمة بحسب تعداد عام 2000، وبلغ عدد الأسر 770 أسرة وعدد العائلات 588 عائلة مقيمة في البلدة. في حين سجلت الكثافة السكانية 43.7 نسمة لكل كيلومتر مربع (113.2/ميل2). وبلغ عدد الوحدات السكنية 787 وحدة بمتوسط كثافة قدره 16.2 لكل كيلومتر مربع (42.0/ميل2).
وتوزع التركيب العرقي للبلدة بنسبة 99.10% من البيض و0.05% من الأمريكيين الأفارقة و0.19% من الأمريكيين الأصليين و0.14% من الأمريكيين ذوي الأصول الآسيوية و0.05% من الأعراق الأخرى و0.47% من عرقين مختلطين أو أكثر و0.47% من الهسبانيون أو اللاتينيون من أي عرق.
بلغ عدد الأسر 770 أسرة كانت نسبة 45.6% منها لديها أطفال تحت سن الثامنة عشر تعيش معهم، وبلغت نسبة الأزواج القاطنين مع بعضهم البعض 60.3% من أصل المجموع الكلي للأسر، ونسبة 11.6% من الأسر كان لديها معيلات من الإناث دون وجود شريك،  بينما كانت نسبة 4.5% من الأسر لديها معيلون من الذكور دون وجود شريكة وكانت نسبة 23.6% من غير العائلات. تألفت نسبة 18.8% من أصل جميع الأسر من عدة أفراد يعيشون في نفس المنزل ونسبة 5.1% كانت تتألف من شخص يعيش بمفرده يبلغ من العمر 65 عاماً أو أكثر. وبلغ متوسط حجم الأسرة المعيشية 2.74، أما متوسط حجم العائلات فبلغ 3.12.
بلغ العمر الوسطي للسكان 30.9 عاماً. وكانت نسبة 30.4% من القاطنين تحت سن الثامنة عشر، وكانت نسبة 8.8% بين الثامنة عشر والرابعة والعشرين عاماً، ونسبة 34.8% كانت واقعةً في الفئة العمرية ما بين الخامسة والعشرين والرابعة والأربعين عاماً، ونسبة 19.2% كانت ما بين الخامسة والأربعين والرابعة والستين، ونسبة 6.4% كانت ضمن فئة الخامسة والستين عاماً فما فوق. يوجد لكل 100 أنثى 100.2 ذكر، ويوجد لكل 100 أنثى في الثامنة عشر من عمرها فما فوق 96.5 ذكر.
بلغ متوسط دخل الأسرة في البلدة 48,264 دولارًا، أما متوسط دخل العائلة فبلغ 50,417 دولارًا. وكان متوسط دخل الذكور 37,139 دولارًا مقابل 24,205 دولارًا للإناث. وسجل دخل الفرد الخاص بالبلدة 19,499 دولارًا. وكانت نسبة 3.7% من العائلات ونسبة 4.3% من السكان تحت خط الفقر، وكان من هؤلاء نسبة 5.1% تحت سن الثامنة عشر ونسبة 1.3% في الخامسة والستين من العمر وما فوق.

### تعداد عام 2010
بلغ عدد سكان بارجرسفيل 4,013 نسمة بحسب تعداد عام 2010، وبلغ عدد الأسر 1,492 أسرة وعدد العائلات 1,055 عائلة مقيمة في البلدة. في حين سجلت الكثافة السكانية 82.7 نسمة لكل كيلومتر مربع (214.2/ميل2). وبلغ عدد الوحدات السكنية 1,692 وحدة بمتوسط كثافة قدره 34.9 لكل كيلومتر مربع (90.4/ميل2).
وتوزع التركيب العرقي للبلدة بنسبة 95.59% من البيض و1.12% من الأمريكيين الأفارقة و0.30% من الأمريكيين الأصليين و1% من الأمريكيين ذوي الأصول الآسيوية و0.37% من الأعراق الأخرى و1.62% من عرقين مختلطين أو أكثر و2.07% من الهسبانيون أو اللاتينيون من أي عرق.
بلغ عدد الأسر 1,492 أسرة كانت نسبة 41% منها لديها أطفال تحت سن الثامنة عشر تعيش معهم، وبلغت نسبة الأزواج القاطنين مع بعضهم البعض 56% من أصل المجموع الكلي للأسر، ونسبة 9.9% من الأسر كان لديها معيلات من الإناث دون وجود شريك،  بينما كانت نسبة 4.8% من الأسر لديها معيلون من الذكور دون وجود شريكة وكانت نسبة 29.3% من غير العائلات. تألفت نسبة 21.8% من أصل جميع الأسر من عدة أفراد يعيشون في نفس المنزل ونسبة 5% كانت تتألف من شخص يعيش بمفرده يبلغ من العمر 65 عاماً أو أكثر. وبلغ متوسط حجم الأسرة المعيشية 2.69، أما متوسط حجم العائلات فبلغ 3.18.
بلغ العمر الوسطي للسكان 33.2 عاماً. وكانت نسبة 29.2% من القاطنين تحت سن الثامنة عشر، وكانت نسبة 7.2% بين الثامنة عشر والرابعة والعشرين عاماً، ونسبة 32.6% كانت واقعةً في الفئة العمرية ما بين الخامسة والعشرين والرابعة والأربعين عاماً، ونسبة 23.2% كانت ما بين الخامسة والأربعين والرابعة والستين، ونسبة 7.7% كانت ضمن فئة الخامسة والستين عاماً فما فوق. وتوزع التركيب الجنسي للسكان بنسبة 51.2% ذكور و48.8% إناث.

## وصلات خارجية
- الموقع الرسمي